# Stazione di Bari Torre Quetta
La stazione di Bari Torre Quetta è una fermata ferroviaria posta sulla linea Adriatica. Sita nel territorio comunale di Bari, serve la località di Torre Quetta.

## Storia
La fermata di Bari Torre Quetta venne inaugurata il 29 settembre 2016, alla presenza del sindaco Decaro e del presidente della regione Emiliano; fu attivata formalmente il 2 ottobre successivo.

## Strutture e impianti
La fermata conta due binari serviti da due banchine laterali.

## Movimento
L'impianto è servito da alcuni treni regionali del servizio metropolitano barese.